# Carlo Lizzani
Carlo Lizzani (Rome, 3 april 1922 – aldaar, 5 oktober 2013) was een Italiaans filmregisseur, scenarioschrijver en filmcriticus.

## Biografie
Tijdens de Tweede Wereldoorlog studeerde Lizzani aan de universiteit van Rome. Hij sloot zich aan bij de communisten en was actief in het verzet tegen het fascisme. Hij werd lid van de Italiaanse Communistische Partij . Hij was filmcriticus en maakte een documentaire over de terugkeer van de naar de Sovjet-Unie verbannen communistische partijleider Palmiro Togliatti. Na de Sovjet-Russische inval in Hongarije in 1956 verliet hij de communistische partij, maar hij behield zijn linkse overtuiging. Toen Enrico Berlinguer in 1972 partijsecretaris werd trad hij opnieuw toe tot de partij.
Na de oorlog speelde hij kleine rollen in de neorealistische films Il Sole Sorge Ancora (1946) van Aldo Vergano en Caccia Tragica van Giuseppe De Santis (1947). Hij werkte mee aan het scenario van De Santis' film Riso Amaro (1949), waarvoor beiden een Oscarnominatie kregen in de categorie "beste originele scenario".
In 1951 regisseerde Lizzani zijn eerste langspeelfilm, het oorlogsdrama Achtung! Banditi!, over het verzet van partizanen in Genua. Hoewel hij geen producer bereid vond om zijn project te financieren kon hij de film toch maken dankzij Genuese arbeiders die een coöperatie vormden en de steun van de communistische partij verkregen. De film met de jonge Gina Lollobrigida in de vrouwelijke hoofdrol werd een succes.
In 1953 vormde Lizzani een coöperatie voor de productie van het drama Cronache di poveri amanti (1954), naar het gelijknamige boek van Vasco Pratolini dat zich afspeelt tijdens de beginjaren van het fascisme in Florence. Marcello Mastroianni speelde er een van zijn eerste dramatische rollen. De film kreeg een prijs op het Filmfestival van Cannes waardoor Lizzani internationaal bekend raakte.
Lizzani maakte meer dan 40 langspeelfilms in diverse genres, misdaadfilms zoals Banditi a Milano (1968) of Crazy Joe (1973, gedraaid in de Verenigde Staten); komedies als Lo Svitato (1956,  met Dario Fo) of La Celestina P... R... (1965); historische films, vooral met de Tweede Wereldoorlog als thema, als L'oro di Roma (1961), Il processo di Verona (1963) en Mussolini ultimo atto (1974, met Rod Steiger in de titelrol). Zijn laatste speelfilm was Hotel Meina (2008), opnieuw een verhaal over nazivervolgingen.
In 1979 werd hij voor vier jaar directeur van het filmfestival van Venetië.
In 2007 publiceerde hij zijn autobiografie,  Il Mio Lungo Viaggio nel Secolo Breve ("mijn lange reis door de korte eeuw", een verwijzing naar "the short twentieth century" van de Britse marxistische historicus Eric Hobsbawm, die hij bewonderde. Beiden kregen in 2000 een eredoctoraat van de universiteit van Turijn).
Hij overleed op 91-jarige leeftijd na een val van een balkon van zijn woning in Rome. Het zou om zelfmoord gaan.

## Filmografie

### Regisseur
- 1951 - Achtung! Banditi!
- 1953 - Ai margini della metropoli
- 1954 - Cronache di poveri amanti
- 1956 - Mo svitato
- 1959 - Esterina
- 1960 - Il gobbo
- 1961 - Il carabiniere a cavallo
- 1961 - L'oro di Roma
- 1963 - Il processo di Verona
- 1964 - La vita agra
- 1964 - Amori pericolosi (episode La ronda)
- 1965 - La Celestina P... R...
- 1965 - The Dirty Game (samen met o.a. Terence Young en Christian-Jaque)
- 1965 - Thrilling (episode L'autostrada del sole)
- 1966 - Svegliati e uccidi
- 1966 - Un fiume di dollari
- 1967 - Requiescant
- 1968 - Banditi a Milano
- 1968 - L'amante di Gramigna
- 1969 - Amore e rabbia (episode L'indifferenza)
- 1969 - Barbagia (La società del malessere)
- 1971 - Roma bene
- 1972 - Torino nera
- 1974 - Crazy Joe
- 1974 - Mussolini ultimo atto
- 1975 - Storie di vita e malavita
- 1976 - San Babila ore 20: un delitto inutile
- 1977 - Kleinhoff Hotel
- 1980 - Fontamara
- 1983 - La casa del tappeto giallo
- 1985 - Mamma Ebe
- 1988 - Caro Gorbaciov
- 1991 - Cattiva
- 1996 - Celluloide
- 2007 - Fontamara
- 2008 - All Human Rights for All (episode Art. 1)
- 1980 - Scossa (episode Speranza)